# Phare de Cayo Bahía de Cádiz
Le phare de Cayo Bahía de Cádiz (en espagnol : Faro de Cayo Bahía de Cádiz) est un phare actif situé sur Cayo Bahía de Cádiz, sur le littoral nord de la province de Villa Clara, à Cuba.

## Histoire
Cayo Bahía de Cádiz est une caye faisant partie de l'archipel Sabana-Camagüey. Elle se trouve au nord de Sagua La Grande.
Ce phare préfabriqué , au nord-est de la caye, est le deuxième plus vieux phare cubain. Il est semblable au phare de Paredón Grande (phare Diego Velázquez).

## Description
Ce phare  est une haute tour conique en fonte, avec une double galerie et une lanterne de 49 m de haut, entre deux maisons de gardien d'un étage. La tour est peinte en damier noir et blanc. Il émet, à une hauteur focale de 54 m, trois éclats blancs par période de 15 secondes. Sa portée est de 21 milles nautiques (environ 39 km).
Identifiant : ARLHS : CUB-015 ; CU-0246 - Amirauté : J4888 - NGA : 110-12676 .

### Lien connexe
- Liste des phares de Cuba